# Janel Parrish
Janel Meilani Parrish, född 30 oktober 1988 på Oahu, Hawaii, är en amerikansk sångerska och skådespelare. Hon är framför allt bekant för sin roll som Jade Bratz: The Movie och som Mona Vanderwaal i TV-serien Pretty Little Liars.

## Filmer
- Too Rich: The Secret Life of Doris Duke
- Geppetto
- Bratz: The Movie
- Fired Up!
- April Showers
- Triple Dog
- One Kine Day
- 4 Wedding Planners
- Celeste and Jesse Forever
- To Those Nights
- Something Wicked
- High School Possession
- The Concerto

## TV
- Baywatch
- The O'Keefes
- The Bernie Mac Show
- Zoey 101
- The O.C.
- Heroes
- True Jackson
- Pretty Little Liars
- Hawaii Five-0
- Drop Dead Diva
- Dancing with the Stars
- The Mysteries